# توماس تشامورو بروميتش
توماس تشامورو بروميتش (بالإنجليزية: Tomas Chamorro-Premuzic)‏ أستاذ علم نفس أرجنتيني.

## مسيرته
ولد وترعرع في حي فيلا فرويد في بوينس آيرس في الأرجنتين، لكنه أمضى معظم حياتي المهنية في لندن، ويعيش الآن في بروكلين.
يعمل في كلية لندن الجامعية وجامعة كولومبيا، وقد شغل سابقًا مناصب أكاديمية في جامعة نيويورك، وكلية لندن للاقتصاد، كما ألقى محاضرات في كلية هارفارد للأعمال، ومدرسة ستانفورد للأعمال، وكلية لندن للأعمال، المؤسس المشارك لمؤشر Deeper Sign وMetaprofiling، بالإضافة إلى منصب المدير التنفيذي في Hogan Evaluation Systems، ويدرس التعارف عن طريق الإنترنت، ريادة الأعمال، وتفضيلات المستهلك.
نشر الدكتور توماس 9 كتب وأكثر من 130 ورقة علمية، مما يجعله واحدا من أكثر علماء الاجتماع غزارة في جيله، وأحدث مؤلفاته كتاب بعنوان "لماذا يصبح الكثير من الرجال غير الأكفاء قادة (وكيفية إصلاحه ذلك)؟

## روابط خارجية
- توماس تشامورو بروميتش على موقع IMDb (الإنجليزية)